# Archieparchia Trypolisu (maronicka)
Archieparchia Trypolisu (łac. Archieparchia Tripolitanus Maronitarum) – eparchia Kościoła maronickiego w Libanie. Została ustanowiona w 1965 roku. 